# Лозорно
Лозорно (словац. Lozorno) — село и одноимённая община в районе Малацки Братиславского края Словакии. В письменных источниках начинает упоминаться с 1589 года.

## География
Село расположено в западной части края у подножья Малых Карпат, при автодороге 501, на севере находится военный полигон Загорье. Абсолютная высота — 188 метров над уровнем моря. Площадь муниципалитета составляет 44,79 км². В селе есть римско-католическая Церковь Святой Екатерины.

## Население
По данным последней официальной переписи 2011 года, численность населения селa составляла 2913 человек.
Динамика численности населения общины по годам:
| Год:                | 1994 | 2004     | 2014    | 2024    |
| ------------------- | ---- | -------- | ------- | ------- |
| Количество человек: | 2545 | 2805     | 2960    | 3158    |
| Разница:            |      | +10,21 % | +5,52 % | +6,68 % |

Национальный состав населения (по данным переписи населения 2011 года):
| Национальность | Численность, человек |
| -------------- | -------------------- |
| словаки        | 2762                 |
| венгры         | 4                    |
| цыгане         | 21                   |
| чехи           | 18                   |
| немцы          | 2                    |
| поляки         | 2                    |
| хорваты        | 1                    |
| сербы          | 1                    |
| русские        | 1                    |
| моравы         | 4                    |
| другие         | 1                    |
| не указана     | 72                   |

## Известные уроженцы
- Ткач, Антон — словацкий велогонщик, тренер и спортивный функционер